# Ramdane-Youssef Tazibt
Ramdane-Youssef Tazibt (en arabe : رمضان-يوسف تعزيبت, en berbère : ⵕⴻⵎⴹⴰⵏ-ⵢⵓⵙⴻⴼ ⵜⴰⵄⵣⵉⵀⵜ), né le 2 janvier 1969 à Tadmait dans la wilaya de Tizi Ouzou en Algérie, est un homme politique algérien.
Militant au sein du Parti des Travailleurs algérien, secrétaire national Porte-Parole du parti, il a été élu député de la wilaya d'Alger (2012-2017) et est vice-président du groupe parlementaire du Parti des travailleurs à l'Assemblée Populaire Nationale.